# 亞倫·萊維
亞倫·溫莎·萊維（英文: Aaron Winsor  Levie，發音/ærənlɛvi/）是一位美國企業家。他是Box公司創辦人與執行長 ，於2012年時超過11,000,000人以及120,000企業人士於世界各地使用者。他的淨資產估計為1億美元。

## 教育與生活背景
亞倫·萊維出生在美國華盛頓州西雅圖於1985年 。從小在默瑟島成長並於默瑟島高中畢業。萊維也曾就讀於南加州大學，並同時於2005年休學，也開始從事 Box雲端儲存公司。

## 職業生涯
這個想法的起源作為萊維正致力 Box於2004年一所大學的商務計劃。該計劃研究，為商業的雲端儲存選擇和聯繫幾個組織且詢問外界人士是如何儲存他們的內容和數據後，萊維來到該市場得到了是零散的結論。萊維發現了機會並建立一個線上的檔案儲存的服務，以此針對個人訪問並儲存文件和檔案。
2005年12月，在此期間也是他在南加州大學三年級，萊維休學後並與他的朋友和Box的首席財務官開啟了 Box（原名 box.net） ，迪倫·史密斯就讀杜克大學。當時， Box裡的儲存服務，用戶可以透過雲端來儲存他們的檔案。
2005年4月，萊維和史密斯結合了 Box，而共同所經營公司搬出史密斯的家長在默瑟島的房子。不久後，他們公司搬到了加利福尼亞州伯克利市。萊維和史密斯之首次擁有擔保的Box天使投資來自得克薩斯州億萬富翁馬克·庫班的電子郵件。
2007年，作為消費者的雲端儲存市場變得越來越壅塞，於是萊維和史密斯決定從消費者服務轉向一個專注於銷售的Box公司（雲端儲存）。
於2012年， Box將服務拓展到歐洲，其第一家分公司在英國倫敦開幕 。 截至2014年，Box報導，世界500強企業有40 ％都支付於Box客戶。

### 口語與寫作貢獻
萊維曾在產界的事件，如財富頭腦風暴技術，Dreamforce，LeWeb，RSA，MobileBeat，GigaOm結構，TechCrunch破壞與DEMO。他還撰寫了關於如何創新之文章在科技行業出版物，如華盛頓郵報，CNN.com，財富，福布斯與快速公司。

## 獎項與表彰
2012年，萊維被評為具快速公司產生流量領導之一。快速公司也把他自己的大部分業務列表創新人才於2011年。萊維於企業雜誌前30名企業家之一。他還獲得榮譽來自矽谷聖何塞商業雜誌（40與40歲以下）與邱吉爾俱樂部。在萊維的領導下，Box本身已獲得無數個行業獎項，在2011年和2012年被列入為德勤科技之高成長500強名單內。Box在2010年和2011年中為舊金山商業雜誌上被評為成長最快之私人公司的一個。

## 資料來源
1. ↑  .   [2014-04-08]. （原始内容存档于2019-10-16）.
2. ↑  . Business Insider. 2012-08-03  [2012-08-17]. （原始内容存档于2017-11-23）.
3. 1 2 3  Liedtke, Michael. . The Seattle Times. 28 February 2011  [23 August 2012]. （原始内容存档于2013-10-11）.
4. ↑  Matt Rosoff. . Articles.businessinsider.com. 2011-08-29  [2012-04-07]. （原始内容存档于2013-03-11）.
5. ↑  .   [2014-04-08]. （原始内容存档于2016-03-05）.
6. ↑  Maltais, Michelle. . LA Times. 8 May 2012  [23 August 2012]. （原始内容存档于2017-10-30）.
7. ↑  .   [2014-04-08]. （原始内容存档于2020-08-05）.
8. 1 2 3 4  Cassidy, Mike. . San Jose Mercury News. 17 February 2011  [19 February 2014]. （原始内容存档于2016-03-04）.
9. ↑  Holland, Joel. . Entrepreneur.com. 2010-07-16  [2012-04-07]. （原始内容存档于2020-09-19）.
10. ↑  . Huffingtonpost.com. 2012-01-10  [2012-04-07]. （原始内容存档于2017-09-01）.
11. ↑  Matt Rosoff. . Business Insider. 2011-10-11  [2012-04-07]. （原始内容存档于2019-10-16）.
12. ↑  . Tech Radar. 21 June 2012  [20 December 2012]. （原始内容存档于2013-11-02）. Authors list列表中的|first1=缺少|last1= (帮助)
13. ↑  . The New York Times. 26 March 2014  [2014-04-08]. （原始内容存档于2014-04-07）. Authors list列表中的|first1=缺少|last1= (帮助)
14. ↑  . AllThingsD. 2012-03-06  [2012-04-07]. （原始内容存档于2012-04-10）.
15. ↑  . Thisweekin.com.   [2012-04-07]. （原始内容存档于2012-04-13）.
16. ↑  Aaron Levie. . Vator.tv. 2011-12-02  [2012-04-07]. （原始内容存档于2019-10-16）.
17. ↑  Kym McNicholas. . Forbes. 2011-05-08  [2012-04-07]. （原始内容存档于2019-10-16）.
18. ↑  . Under 30 CEO. 11 January 2011  [23 August 2012]. （原始内容存档于2020-01-27）.
19. ↑  . Inc.com. 2008  [2012-04-07]. （原始内容存档于2012-06-09）.
20. ↑  . San Jose Biz Journal. 1 December 2011  [20 December 2012]. （原始内容存档于2014-03-27）.